# Newlands, Northumberland
Newlands är en ort i civil parish Shotley Low Quarter, i grevskapet Northumberland i England. Orten är belägen 8 km från Prudhoe. Newlands var en civil parish 1866–1955 när det uppgick i Shotley Low Quarter. Civil parish hade 71 invånare år 1951.